# Timo E. Korva
Timo Ensio Korva, född 9 juni 1948 i Posio, är en finländsk politiker och ämbetsman. Korva tog politices magisterexamen 1972 och var stadsdirektör i Kemijärvi 1986–2008. Från 2008 till 2009 var han den siste landshövdingen i Lapplands län. Korva har också varit riksdagsledamot för Centern i Finland (1991–1995 samt 2001–2003). 